# Gen LHPP
El gen LHPP (siglas procedentes del nombre en inglés phospholysine phosphohistidine inorganic pyrophosphate phosphatase) es un gen que se encuentra en humanos y se sitúa en el cromosoma 10. Está compuesto por aproximadamente 152.370 pb y da lugar a una proteína codificante llamada lhpp, fosfatasa con la función de hidrolizar imidodifosfato, 3-fosfohistidina y 6-fosfolisina, utilizando magnesio como cofactor. Se expresa en cerebro y, en bajos niveles en hígado y riñón. También se ha detectado esta proteína en tiroides y, a consecuencia, se ha relacionado con la función tiroidea en ciertos estudios y esto es interesante debido a que la función tiroidea se piensa que media la función de ciertos antidepresivos. Sin embargo, actualmente la función no es conocida.

## Genética
LHPP parece estar asociado al trastorno depresivo mayor, desorden del tipo de las enfermedades mentales, debido a que recientemente se han realizado estudios de asociación a nivel del genoma completo y un SNP situado en un intrón de este gen ha dado un valor P en el orden de 10-12, lo que implica diferencias significativas entre la variante de SNP portada por la población sana con respecto a la enferma. Debido a que el SNP es un intrón del gen, la frecuencia de recombinación es nula y, por tanto, resulta sencillo establecer en principio la relación entre este gen y la enfermedad. Sin embargo, hay que hacer estudios a nivel bioquímico estableciendo qué rutas son las que se ven afectadas por este gen y en qué medida podrían influir en este tipo de patología.
Por otro lado, otros estudios demuestran que posiblemente, para que se desencadene la enfermedad, es necesario que a LHPP le acompañe otro gen, HTR1A, ya que en la mayoría de los individuos en los que determinados SNPs de LHPP están asociados a la enfermedad, son además portadores del alelo 1019G de HTR1A.